# Club Atlético Temperley
Il Club Atlético Temperley è una società calcistica argentina di Temperley, località del partido di Lomas de Zamora, nella Gran Buenos Aires, fondata il 1º novembre 1912.

## Storia

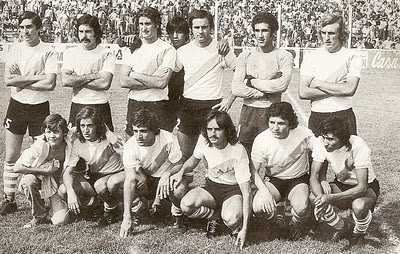
Una formazione del 1974

A Temperley, situato nella Provincia di Buenos Aires, il calcio arrivò tra il 1909 e il 1910; in quest'ultimo anno fu creato il Centenario Foot-Ball Club, che due anni dopo venne fondato ufficialmente. Negli anni dieci e venti il club militò nelle leghe locali, e nell'aprile del 1919 si iscrisse alla Federazione calcistica argentina. Il 30 gennaio 1921 la società assunse la denominazione di "Club Atlético Temperley". Dopo un lungo periodo, il Temperley approdò alla Primera División per la prima volta nell'era del professionismo calcistico in Argentina; nel 1975 prese parte al Campionato Nacional, in cui si mise in evidenza, giungendo al primo posto nel gruppo D. Chiuse poi il girone finale in ultima posizione. La stagione seguente partecipò anche al Campionato Metropolitano, salvandosi dalla retrocessione grazie al primo posto nel relativo gruppo. Nel 1977 disputò solo il Metropolitano, classificandosi al penultimo posto su 23 squadre. Mancò poi dalla massima serie fino al 1983, anno in cui chiuse il gruppo D al terzo posto nel Nacional, mentre nel Metropolitano si posizionò 12º su 19 compagini. Si ripeté una prestazione analoga anche nel 1984, mentre nel 1985 giunse al quarto turno nella sezione per gli ultimi posti. Nel 1985-1986 concluse il campionato, nel frattempo unificatosi e improntato al modello europeo, al 15º posto. Nel 1986-1987, in virtù della 18ª posizione raggiunta, dovette affrontare i playoff retrocessione, che perse per 2-0 dal Platense.
Nella stagione 2013-2014 viene promossa nella B Nacional dopo aver sconfitto agli spareggi il Platense ai calci di rigore.
Nel semestre successivo ottiene con due turni di anticipo una storica promozione per la prossima Primera División, sconfiggendo in casa 3-1 l'All Boys e guadagnando uno dei cinque posti disponibili per accedere alla categoria più importante della Federazione calcistica argentina.

## Organico

### Rosa 2019-2020
Aggiornata al 19 settembre 2019.
| N. |                      | Ruolo | Calciatore          |
| -- | -------------------- | ----- | ------------------- |
|    | Uruguay (bandiera)   | P     | Matías Castro       |
|    | Argentina (bandiera) | P     | Federico Crivelli   |
|    | Argentina (bandiera) | P     | Robertino Lanziani  |
|    | Argentina (bandiera) | P     | Lautaro Maldonado   |
|    | Argentina (bandiera) | D     | Fernando Alarcón    |
|    | Argentina (bandiera) | D     | Lucas Angelini      |
|    | Argentina (bandiera) | D     | Gonzalo Asis        |
|    | Argentina (bandiera) | D     | Enzo Baglivo        |
|    | Argentina (bandiera) | D     | Nicolás Demartini   |
|    | Argentina (bandiera) | D     | Lucas Mulazzi       |
|    | Argentina (bandiera) | D     | Sebastián Prieto    |
|    | Argentina (bandiera) | D     | Ezequiel Spinella   |
|    | Argentina (bandiera) | D     | Alejo Toledo        |
|    | Argentina (bandiera) | C     | Lucas Baldunciel    |
|    | Uruguay (bandiera)   | C     | Roberto Brum        |
|    | Argentina (bandiera) | C     | Mauro Cerutti       |
|    | Argentina (bandiera) | C     | Leonardo Di Lorenzo |

| N. |                      | Ruolo | Calciatore           |
| -- | -------------------- | ----- | -------------------- |
|    | Argentina (bandiera) | C     | Emiliano Ellacopulos |
|    | Argentina (bandiera) | C     | Federico Fattori     |
|    | Argentina (bandiera) | C     | Mauro González       |
|    | Argentina (bandiera) | C     | Fernando Ibáñez      |
|    | Argentina (bandiera) | C     | Marcos Martinich     |
|    | Argentina (bandiera) | C     | Nicolás Muscio       |
|    | Argentina (bandiera) | C     | Agustín Tuffner      |
|    | Argentina (bandiera) | C     | Alexis Vega          |
|    | Argentina (bandiera) | A     | Franco Ayunta        |
|    | Armenia (bandiera)   | A     | Mauro Guevgeozián    |
|    | Argentina (bandiera) | A     | Nicolás Messiniti    |
|    | Argentina (bandiera) | A     | Lautaro Rinaldi      |
|    | Argentina (bandiera) | A     | Ariel Rojas          |
|    | Argentina (bandiera) | A     | Enzo Salas           |
|    | Argentina (bandiera) | A     | Franco Sosa          |
|    | Argentina (bandiera) | A     | Aaron Spagna         |

## Rosa 2017-2018
Rosa aggiornata al 27 luglio 2017.
| N. |                      | Ruolo | Calciatore          |
| -- | -------------------- | ----- | ------------------- |
| 1  | Argentina (bandiera) | P     | Josué Ayala         |
| 2  | Argentina (bandiera) | D     | Ignacio Boggino     |
| 3  | Argentina (bandiera) | D     | Matías Nani         |
| 4  | Argentina (bandiera) | D     | Adrián Scifo        |
| 5  | Argentina (bandiera) | C     | Rodrigo De Ciancio  |
| 6  | Argentina (bandiera) | D     | Gastón Aguirre      |
| 7  | Argentina (bandiera) | C     | Fernando Brandán    |
| 8  | Argentina (bandiera) | C     | Adrián Arregui      |
| 9  | Argentina (bandiera) | A     | Santiago Giordana   |
| 11 | Argentina (bandiera) | C     | Leonardo Di Lorenzo |
| 13 | Argentina (bandiera) | D     | Matías Orihuela     |
| 14 | Argentina (bandiera) | D     | Agustín Sosa        |
| 17 | Argentina (bandiera) | D     | Marcos Pinto        |

| N. |                      | Ruolo | Calciatore         |
| -- | -------------------- | ----- | ------------------ |
| 18 | Argentina (bandiera) | C     | Fabián Muñoz       |
| 19 | Argentina (bandiera) | A     | Marcos Figueroa    |
| 20 | Argentina (bandiera) | P     | Leandro De Bortoli |
| 22 | Argentina (bandiera) | A     | Juan Sánchez       |
| 23 | Paraguay (bandiera)  | C     | Mathías Villasanti |
| 26 | Paraguay (bandiera)  | D     | Williams Riveros   |
| 29 | Argentina (bandiera) | A     | Lucas Delgado      |
| 31 | Argentina (bandiera) | A     | Ramiro Costa       |
| 32 | Argentina (bandiera) | C     | Ezequiel Montagna  |
| 33 | Argentina (bandiera) | C     | Sebastián Martelli |
| 35 | Argentina (bandiera) | C     | Federico Fattori   |
| 36 | Argentina (bandiera) | C     | Emiliano Ozuna     |
| 37 | Argentina (bandiera) | C     | Gaspar Gentile     |

## Palmarès

### Competizioni nazionali
- Primera B Nacional: 1

1974
- Primera C Metropolitana: 1

1994-1995

### Altri piazzamenti
- Campionato argentino:

Secondo posto: 1924
- Copa Argentina:

Semifinalista: 2017-2018
- Primera B Metropolitana:

Promozione: 1998-1999
- Copa San Martín de Tours:

Finalista: 1983